# Kandé
Kandé este un oraș situat în partea de nord a statului Togo.